# Imre Besanger
Imre Besanger (Hoorn, 11 maart 1981) is een Nederlands historicus en theatermaker. 

## Theater Kwast

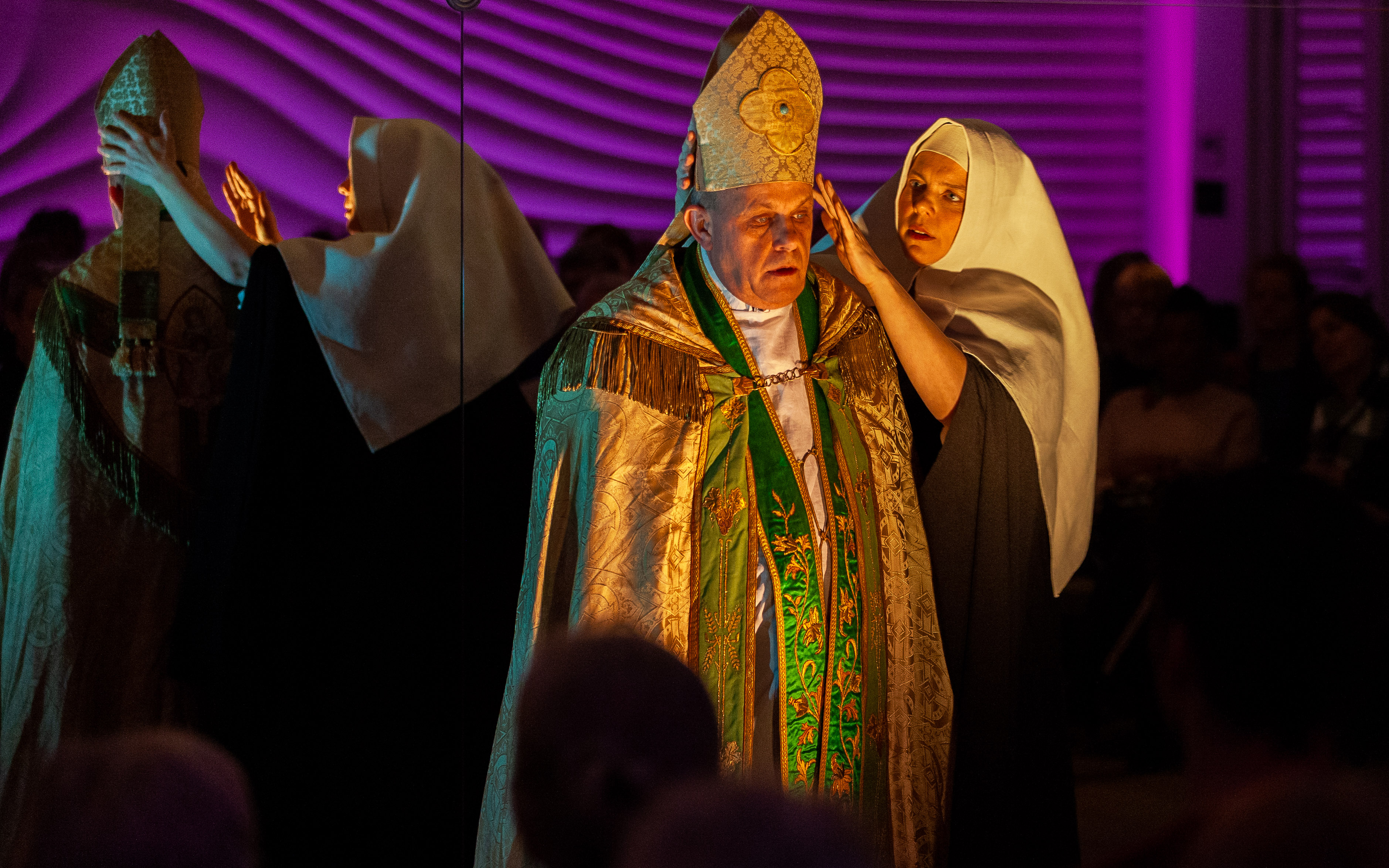
Gijsbreght van Aemstel, Theater Kwast

Na zijn studie geschiedenis aan de Universiteit van Amsterdam richtte Imre Besanger in 2007 Theater Kwast op. Na enkele producties zoals het 17e-eeuwse hofballet Ballet de la Paix en  P.C. Hoofts tragedie Geeraerdt van Velsen was hem één ding duidelijk over het spelen van Nederlands renaissance- en baroktheater: de tekst werpt zo veel speltechnische vragen op voor de spelers en regie, dat het noodzakelijk is om meer te weten van de 17e en 18-eeuwse theaterpraktijk om goede keuzes te maken op dramaturgisch vlak. Om dit te ontdekken en vlieguren te maken bedacht Besanger de serie Mond op Mond. Acteurs en musici repeteerden in één dag een stuk en speelden het vervolgens dezelfde avond met tekst in de hand voor publiek. Op deze wijze werden in drie jaar tijd twintig 17e en 18e-eeuwse stukken gespeeld, nadat ze door Besanger bewerkt waren voor opvoering. Zo had Kwast een heuse wereldpremière van een ongespeelde Vondel in handen met Vondels tragedie Zungchin over de val van de Chinese Ming dynastie, sloot schrijver Arthur Japin eenmalig bij de theatergroep aan om een 18e-eeuws blijspel van zijn voorvader Jacques Japin ten tonele te brengen en wordt vanaf 2018 al de opgedane kennis door Theater Kwast jaarlijks samengebald in de nieuwjaarsopvoeringen van de Gijsbreght van Aemstel op de exacte locatie waar het stuk in 1638 in première ging; in de resten van de eerste schouwburg van Nederland op de Amsterdamse Keizersgracht. Vervolgens bedacht Besanger Vondel was een Vrouw, omdat het na al die toneelschrijvers hoog tijd was voor het werk van toneelschrijvende vrouwen uit de 17e en 18e eeuw.
Naast bewerking, tekent Imre voor de regie en maakt ook op het toneel zijn opwachting. Hij publiceerde meerdere malen over zijn onderzoek en werkwijze en gaf als gastdocent op meerdere universiteiten gastcolleges over het toegankelijk maken van dit ogenschijnlijk moeilijke repertoire. Sinds 2020 verzorgde hij daarnaast meerdere uitgaven van historische toneelteksten bij De Nieuwe Toneelbibliotheek. 

## Publiekshistoricus
Naast Theater Kwast is Besanger werkzaam in het museumveld en actief als spreker en presentator over cultuurhistorische onderwerpen. Zo ontwikkelde en presenteerde hij voor meerdere musea educatie-video's. In de hoedanigheid als tv-historicus was hij onder andere bij de NPO te zien in Het verhaal van Nederland en Verborgen verleden. 

### Publicaties
- De driftige minnaars (Adriana van Rijndorp), De Nieuwe Toneelbibliotheek (Amsterdam 2024)
- Den Geheymen minnaar (Catharina Questiers), De Nieuwe Toneelbibliotheek (Amsterdam 2024)
- Spaensche Heydin (Catharina Verwers), De Nieuwe Toneelbibliotheek (Amsterdam 2024)
- Vondel was een Vrouw. Een zoektocht naar alle kleuren van vroegmodern Nederlands theater,  "Accolade (Nieuw Letterkundig Magazijn), De Maatschappij der Nederlandse Letterkunde", (Leiden, 2021)
- De belegering van Haerlem (Juliana de Lannoy), De Nieuwe Toneelbibliotheek (Amsterdam 2021)
- Mond op Mond, een open laboratorium voor zeventiende-eeuwse theaterpraktijk, "Voltreffer! Populariteit en popularisering van de Nederlandse historische letterkunde", Universiteit van Amsterdam ·(Amsterdam 2020)
- Ballet de la Paix, Staging a Seventeenth-century Theatre Performance "Drama Performance and Debate" (Leiden, Brill 2013)

### Educatieve filmpjes
- Op zoek naar de Zaanse Schans (mini-docu Zaans Museum 2024)
- Zaans Hout (Zaans Museum 2023)
- Het Allard Pierson, een gebouw met een verhaal (Allard Pierson 2022)
- Wereld van cacao (Zaans Museum 2022)
- Cacao (Zaans Museum 2021)
- Dichter bij Van Merken (mini-docu 300ste geboortedag Lucretia van Merken, Allard Pierson 2021) [10]
- Podium van Europa (Singel uitgeverijen)
- Cacahuatl  (Zaans Museum 2021)
- Muiderslot, de geheime sleutel van Amsterdam (Muiderslot 2018)

Podcast
- Vondel was een Vrouw
- Gijsbreght van Aemstel, de nieuwjaarsduik van de 17e eeuw

- Gemeinsame Normdatei: 1030159904
- International Standard Name Identifier: 0000 0003 9698 3840
- Library of Congress Control Number: no2021149300
- Nederlandse Thesaurus van Auteursnamen: 353028622
- Virtual International Authority File: 292067165